# Halle Secrétan
La halle Secrétan, appelé aussi marché Secrétan, est un marché couvert situé dans le 19e arrondissement de Paris.

## Localisation
Le marché Secrétan se trouve dans le quadrilatère formé par les rues de Meaux, Bouret, Baste et l'avenue Secrétan.

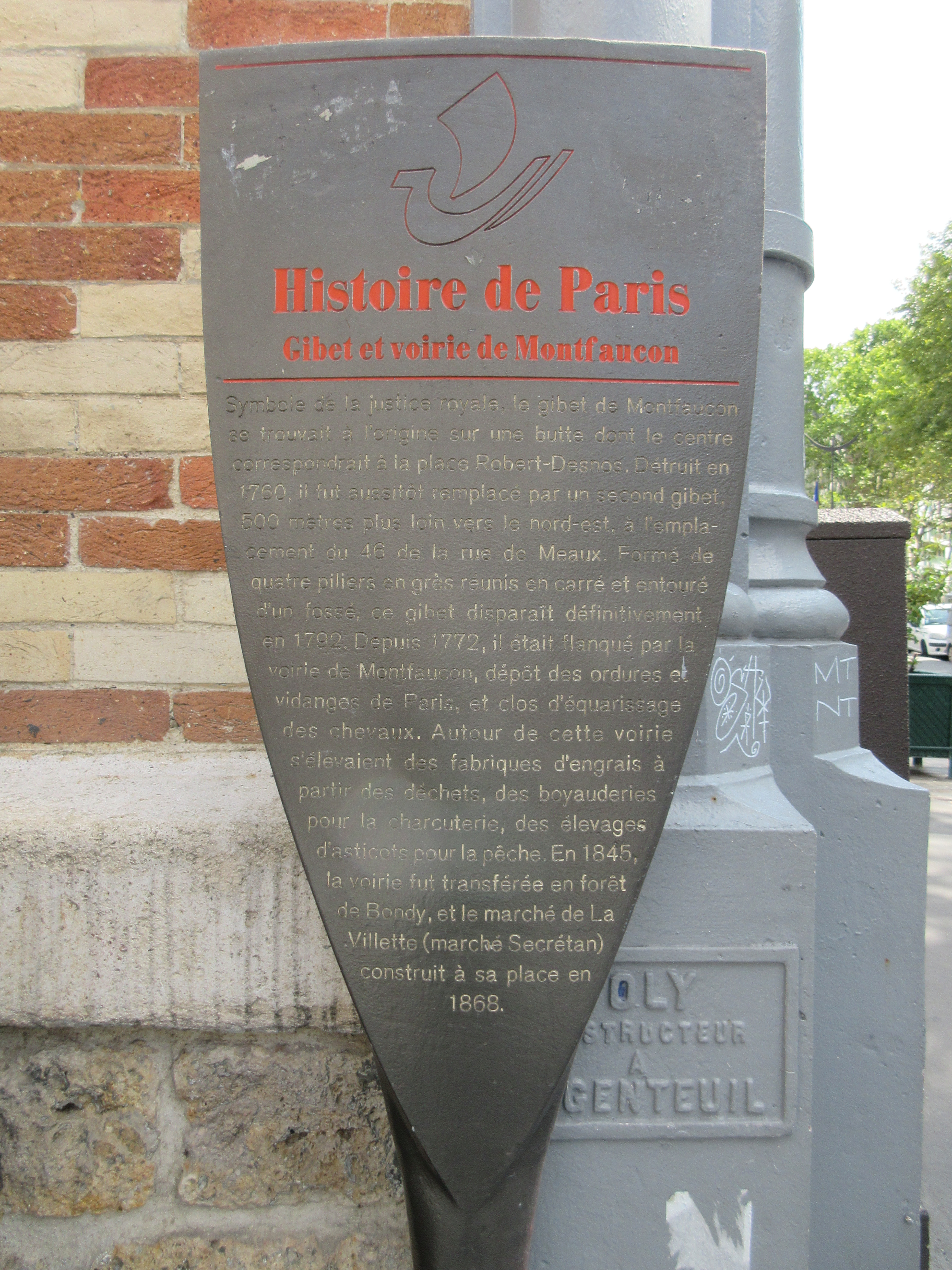
Panneau Histoire de Paris « Gibet et voirie de Montfaucon »

## Histoire et description
La halle est construite par Victor Baltard en 1868 avec une charpente métallique de type Polonceau  sur l'emplacement du second gibet de Montfaucon. Son entrée principale ouvre sur l'avenue Secrétan qui lui donne son nom, tandis que ses trois autres côtés longent les rues de Meaux, Bouret et Baste.
Elle est inscrite aux monuments historiques par un arrêté du 8 mars 1982. En 2009, la halle est retirée du domaine public municipal. Une société privée, SAS Secrétan, se voit attribuer une concession de travaux  et un bail emphytéotique pour la gestion du site.
Le marché est fermé en 2013 pour d'importants travaux avec le creusement d'un sous-sol à usage commercial, la démolition et la reconstruction du rez-de-chaussée (à usage commercial également), la construction d'un premier étage partiel.
Entre septembre 2015 et février 2016, la halle rénovée voit l'arrivée d'une salle de sport, d'un magasin franchisé de vêtements (fermé en 2020), d'un supermarché, d'une brasserie italienne, d'une boucherie-restaurant (fermée en 2018 et remplacée début 2019 par un restaurant méditerranéen) et d'une ludothèque.

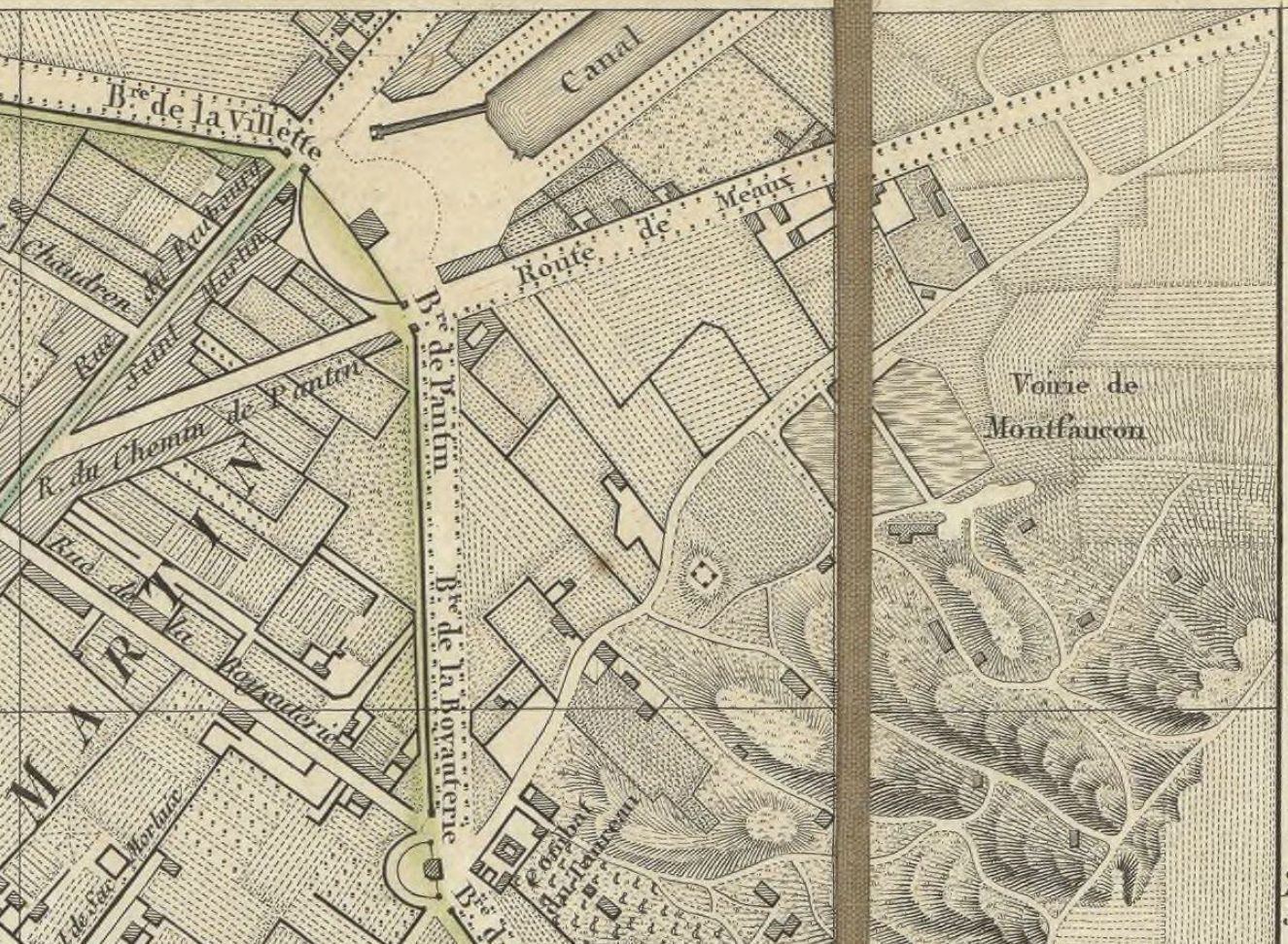
Voirie de Montfaucon localisée entre le Bassin de la Villette et les Buttes Chaumont en 1821.

Lors de la réhabilitation, menée par l'architecte Patrick Mauger, certains murs de la halle ont été remplacés par des baies vitrées et la toiture est refaite.
Le choix des commerces, en particulier celui d'un supermarché à la place d'un marché de produits biologiques ou locaux, est critiqué par des habitants du quartier Secrétan, qui considèrent que la halle a été « bradée »,.

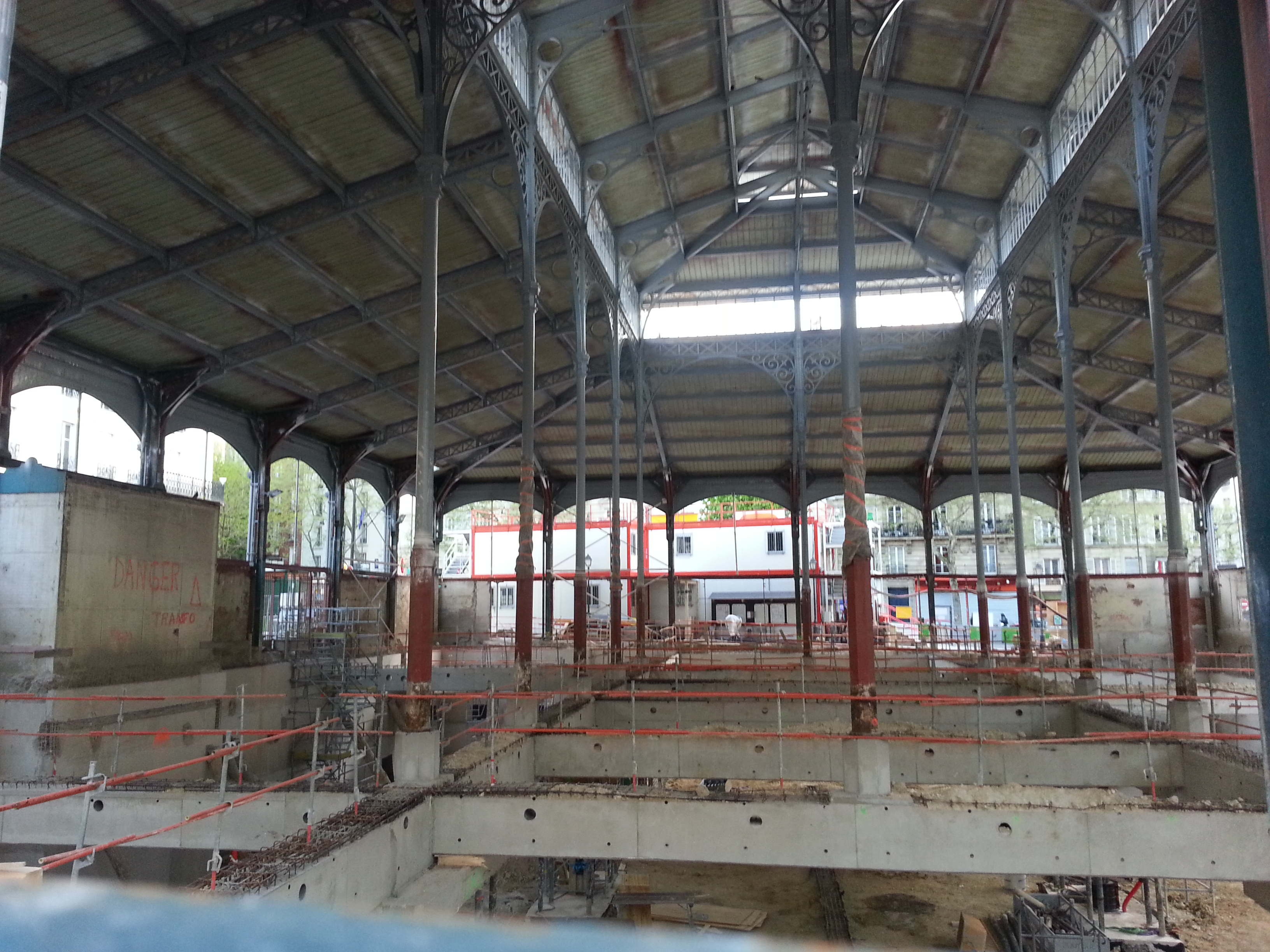
Le marché en travaux.
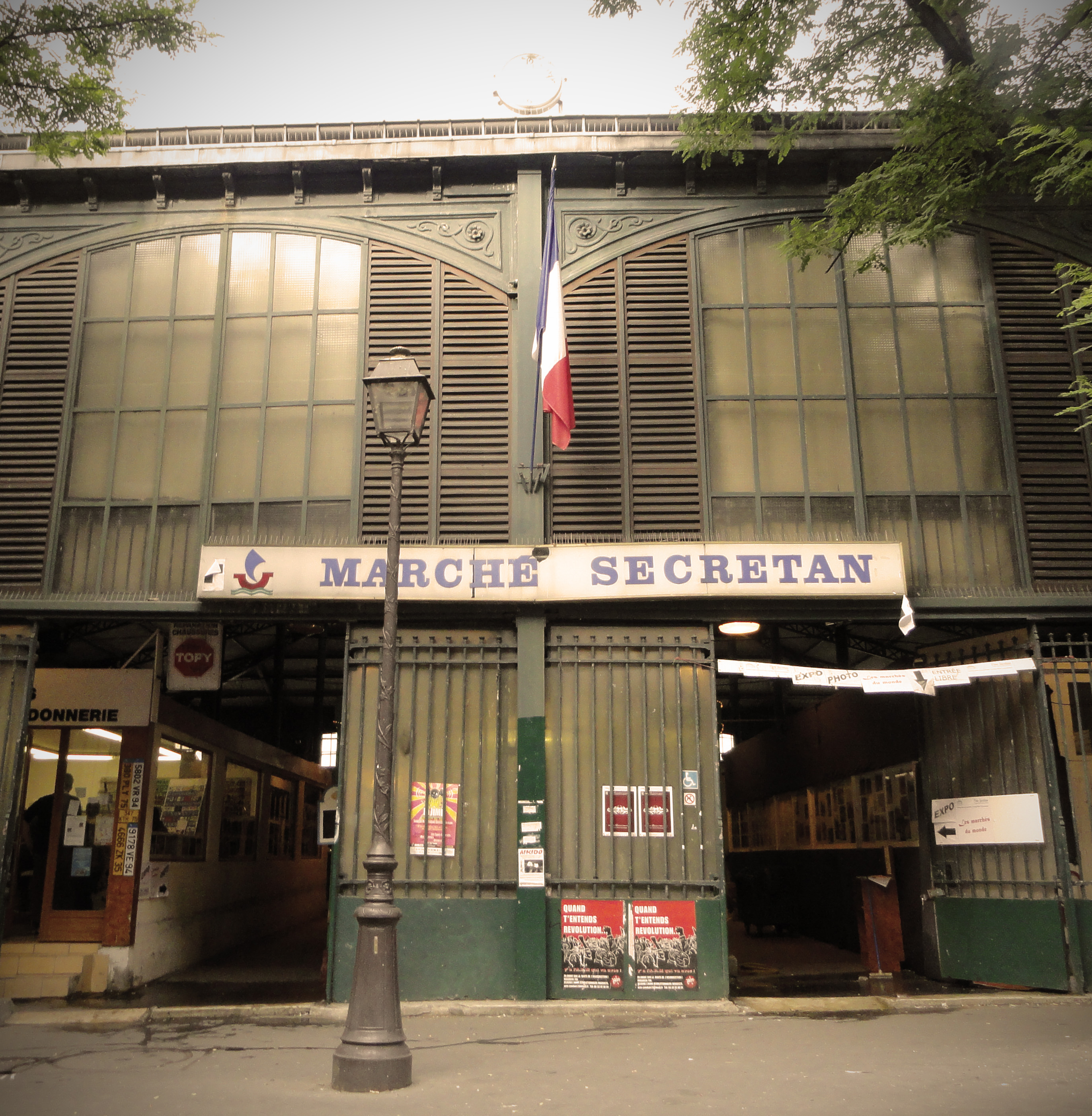
Entrée.
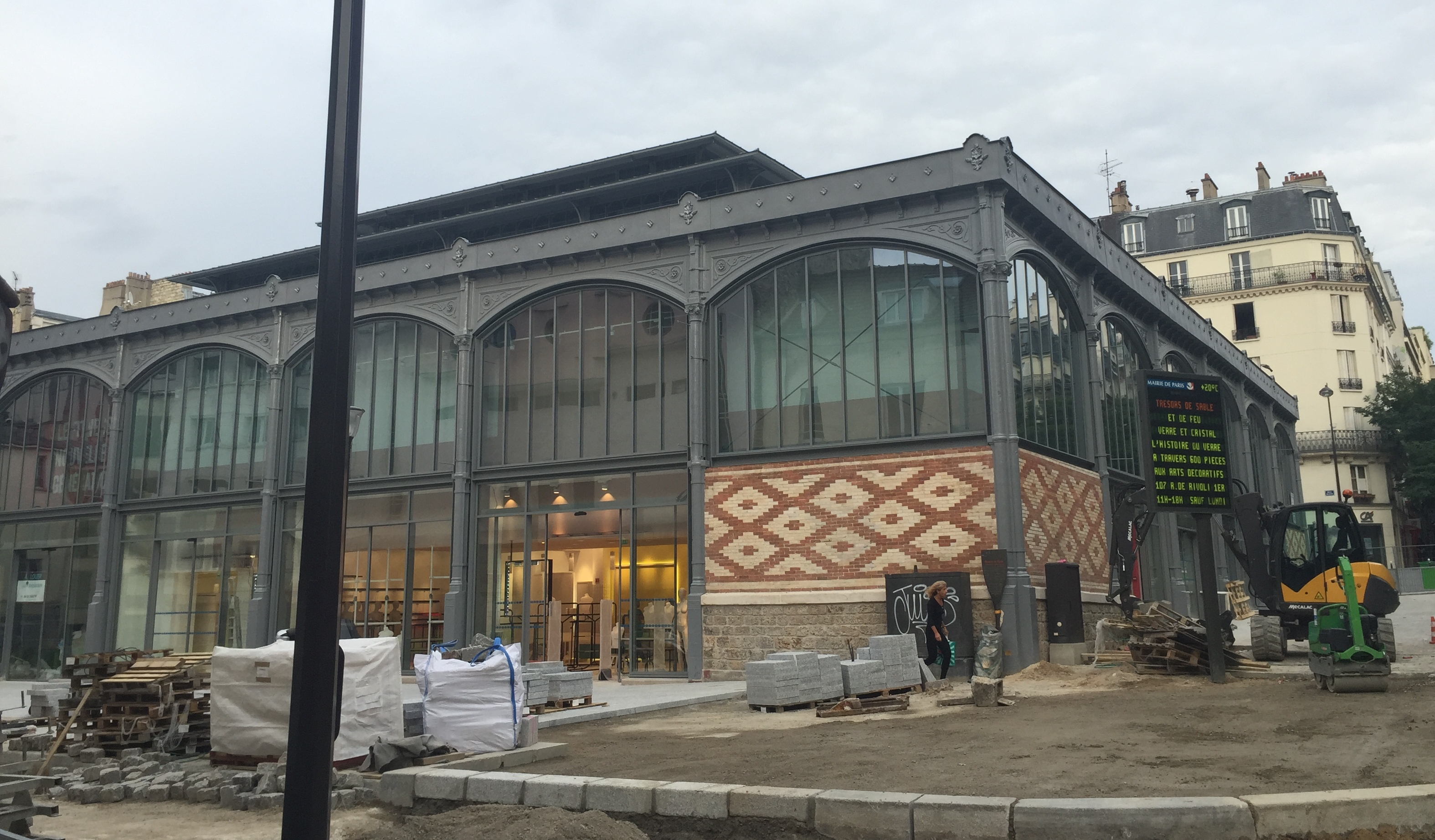
Détail.

## Transports
Le site est desservi par la ligne 7 bis du métro de Paris à la station Bolivar. Une station Vélib' se situe face au 53, rue de  Meaux (23 vélos).